# Battambang
Battambang, pronunciato: /'băt-tăm-,băŋ/ (anche Battambong o Batdambang, mentre in thai è Phratabong) è una città della Cambogia,  capoluogo della provincia di Battambang.

## Descrizione
Battambang si stende lungo il fiume (Stung o Steung) Sangker, che nasce dalle propaggini occidentali dei Monti dei Cardamomi e si immette nell'angolo nordoccidentale del Tonlé Sap. Centro di una zona agricola molto fertile e dei commerci con la Thailandia, è chiamata "la ciotola di riso della Cambogia". È molto diffusa anche la coltivazione di frutta esotica.
La città è ricca di edifici del periodo coloniale, il più noto dei quali è la Residenza del Governatore, costruita dall'ultimo Governatore thailandese di Battambang.

## Le origini leggendarie
Il nome di Battambang si dice derivi da bat, "perdere", e dambang, "mazza". In una storia presente in diverse varianti nella tradizione, un antico re Khmer, Dambang Krenhung, da Angkor avrebbe lanciato la sua mazza fino a Sangke, nell'area dell'odierna Battambang, dove si sarebbe persa. Ad un incrocio della città vi è un'enorme statua moderna a ricordare l'origine leggendaria del nome della provincia.

## Storia
Nella provincia di Battambang, nella valle dello stesso fiume Sangker che bagna la città, è stato scavato da archeologi francesi alla fine degli anni Sessanta il sito archeologico ritenuto il più antico della Cambogia: Laang Spean, risalente al periodo Hoabiniano (dal sito vietnamita di Hòa Bình), quasi 8000 anni fa.
L'area di Battambang fa la sua comparsa nella storia Khmer nel VII secolo, all'epoca di Jayavarman I, sovrano di Chenla. A quest'epoca risale un'iscrizione vishnuita datata 657, rinvenuta su un architrave sulla collina di Baset (a circa 10  da Battambang, ospita anche templi più tardi, risalenti all'XI secolo), che nomina Jayavarman I quale «conquistatore dei suoi nemici e incarnazione vivente della vittoria», a significare un'espansione del suo potere su centri locali precostituiti.
Alcuni studiosi ritengono che si trovasse in quest'area l'Amandrapura di Jayavarman II (forse Banteay Chhmar nella sua fondazione originaria), una delle capitali da lui fondate prima della cerimonia di incoronazione dell'802 d.C. sul Phnom Kulen considerata l'inizio vero e proprio dell'Impero Khmer. Altri invece suppongono che Amarendrapura fosse una città con centro il tempio-montagna di Ak Yum, nell'area di Angkor.
Nel X e XI secolo vengono costruiti nei pressi dell'odierna Battambang diversi templi angkoriani. Durante il regno di Jayavarman VII nelle iscrizioni viene citata una rivolta scoppiata in quest'area, che ebbe come centro Malyang, domata da un generale di origine Cham, il principe Vidyananda.
Successivamente al declino dell'Impero Khmer, malgrado il parallelo sorgere della potenza Thai, l'area rimane almeno nominalmente sotto il controllo dei re khmer (il paese fa da cuscinetto agli attriti continui tra i regni vietnamita e thai e il controllo cambogiano residuo sul territorio viene esercitato dalla nobiltà) fino al 1794, quando il re Thai Rama I (fondatore dell'attuale casa regnante) chiede al re khmer Ang Eng la formale cessione delle province di Battambang e Siem Reap in cambio della sua liberazione e reinstallazione effettiva sul trono a Oudong. Durante la dominazione thai, la provincia verrà amministrata autonomamente da una stirpe familiare di governatori di origine khmer, che inizia con Chaofa Ben.
I re khmer cercano alternativamente l'appoggio in uno o l'altro dei due regni dominanti, riuscendo ad evitare l'annessione totale, anche perché il Siam e il Vietnam, pur avendo la supremazia, si trovano a loro volta ad affrontare conflitti interni ed esterni.
A inizio Ottocento la Cambogia è ormai da tempo il devastato scenario della lotta tra Vietnam e Siam. Nel 1863 Norodom è un erede senza corona, si è rifugiato a Battambang, controllata dai thailandesi, che non ne consentono l'effettiva incoronazione. Firma quindi un trattato con il quale la Cambogia diviene un protettorato francese e nel 1864 grazie alle pressioni francesi viene incoronato. La provincia resterà comunque parte del regno del Siam (essendone l'occupazione thai riconosciuta dai francesi nel 1867) fino ai trattati franco-siamesi del 1907, in seguito ai quali verrà reintegrata nel territorio cambogiano. Verrà rioccupata dai thai, accordatisi coi Giapponesi in funzione anti-inglese e francese, durante la Seconda guerra mondiale, per poi venire riunita nuovamente alla Cambogia nel 1946, prima sotto il controllo francese e poi dal 1953 come Regno di Cambogia.
Nel tumultuoso periodo successivo all'abbandono dell'Indocina da parte dei francesi negli anni Cinquanta, l'area di Battambang si segnala per la prima rivolta vera e propria avvenuta nel villaggio di Samlaut (o Samlot) nel 1967, causata dalle requisizioni di riso operate dal governo di Lon Nol e soffocata nel sangue. Successivamente l'area fu oggetto di brevi scontri tra Khmer rossi e FANK, di cui si trovano ancora le tracce sui pochi rilievi della zona, come Phnom Sampeau, dove sono visitabili delle vecchie postazioni governative di artiglieria ed uno dei campi della morte dei Khmer Rossi, creato in seguito all'instaurazione del loro regime di terrore. Battambang fu in quel periodo sottoposta a purghe spietate, alla deportazione della popolazione e al minamento di vaste aree.
Fino alla resa di Ieng Sary, Battambang rimase uno dei capisaldi dei Khmer rossi nell'area.